# Бартлетт (переписна місцевість, Нью-Гемпшир)
Бартлетт (англ. Bartlett) — переписна місцевість (CDP) в США, в окрузі Керролл штату Нью-Гемпшир. Населення — 351 особа (2020).

## Географія
Бартлетт розташований за координатами 44°4′23″ пн. ш. 71°16′57″ зх. д. / 44.07306° пн. ш. 71.28250° зх. д. (44.073098, -71.282424).  За даними Бюро перепису населення США в 2010 році переписна місцевість мала площу 3,92 км², з яких 3,85 км² — суходіл та 0,06 км² — водойми.

## Демографія
Згідно з переписом 2010 року, у переписній місцевості мешкали 373 особи в 166 домогосподарствах у складі 95 родин. Густота населення становила 95 осіб/км².  Було 229 помешкань (58/км²).
Расовий склад населення:
| - 96,5 % — білих - 0,5 % — чорних або афроамериканців |

До двох чи більше рас належало 2,9 %. Частка іспаномовних становила 1,1 % від усіх жителів.
За віковим діапазоном населення розподілялося таким чином: 20,6 % — особи молодші 18 років, 64,4 % — особи у віці 18—64 років, 15,0 % — особи у віці 65 років та старші. Медіана віку мешканця становила 45,7 року. На 100 осіб жіночої статі у переписній місцевості припадало 95,3 чоловіків;  на 100 жінок у віці від 18 років та старших — 89,7 чоловіків також старших 18 років.
За межею бідності перебувало 4,2 % осіб, у тому числі 0,0 % дітей у віці до 18 років та 2,0 % осіб у віці 65 років та старших.
Цивільне працевлаштоване населення становило 28 осіб. Основні галузі зайнятості: освіта, охорона здоров'я та соціальна допомога — 60,7 %, публічна адміністрація — 21,4 %, мистецтво, розваги та відпочинок — 10,7 %, роздрібна торгівля — 3,6 %.